# Louise Weiss
Louise Weiss (ur. 25 stycznia 1893 w Arras, zm. 26 maja 1983) – francuska dziennikarka, polityk i pisarka.

## Życiorys
Louise Weiss urodziła się 25 stycznia 1893 roku jako najstarsze z sześciorga dzieci swoich rodziców. Podczas I wojny światowej rozpoczęła karierę dziennikarką, kiedy zaczęła pisać dla gazety Le Radical pod pseudonimem Louis Lefranc. W październiku 1934 roku założyła organizację La Femme Nouvelle. Napisała wiele artykułów we francuskich gazetach i czasopismach. W 1976 roku została uhonorowana Oficerem Legii Honorowej, a w 1979 roku w wieku 86 lat została członkiem Parlamentu Europejskiego. Zmarła 26 maja 1983 roku mając 90 lat. W 1999 roku Siedziba Parlamentu Europejskiego w Strasburgu została nazwana jej imieniem.